# Sefer Rabia
Das Sefer Rabia, hebräisch ספר ראבי"ה, des Eliezer ben Joel ha-Levi in Deutschland (Akronym: Rabia) ist ein nach 1200 entstandenes halachisches Kompendium, eine Zusammenfassung von halachischen Entscheidungen, Novellen und Responsen zum babylonischen Talmud.

## Ausgaben
- S. Y. Cohen und E. Prisman, 4 Bände, Jerusalem 1964–1965

## Rezension früherer Ausgaben
- Viktor Aptowitzer: Die talmudische Literatur der letzten Jahre. In: Monatsschrift für Geschichte und Wissenschaft des Judentums. Band 60, Nr. 2, 1916, S. 101–105 (uni-frankfurt.de).